# فندق شانجري-لا كوالا لمبور

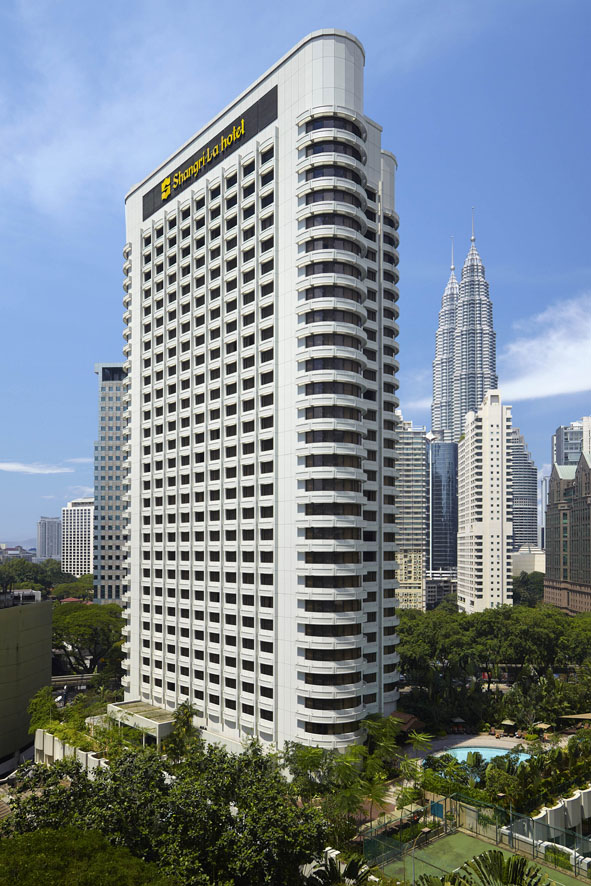
واجهة فندق شانجري-لا كوالا لمبور.

شانجري-لا كوالا لمبور (باللغة الصينية: 酒店吉隆坡香格里拉大) هو فندق خمس نجوم فاخر حائز على جوائز ويقع في شارع سلطان إسماعيل في كوالا لمبور، ماليزيا تديره شركة شانجري-لا للفنادق والمنتجعات. ويبعد هذا الفندق 45 دقيقة عن مطار كوالا لمبور الدولي. ويضم 662 غرفة وجناح، حوض سباحة في الهواء الطلق، صالة ألعاب رياضية، نادي صحي، منتجع صحي، صالات الحفلات والاجتماعات التي يمكن أن تستوعب ما يصل إلى 1800 شخص، وعدد من المطاعم والبارات الداخلية.

## التصميم والبناء
تم تصميم فندق شانجري-لا كوالا لمبور من قبل مهندسين معماريين من شركة جوروبينا بيرتيجا الدولية في ماليزيا، وشركة كانكو كيكاو سيكايشا في اليابان  كجزء من مجمع يو بي إن في وسط المدينة. إذ يعد هذا الفندق أول مبنى يتم افتتاحه من بين المباني الثلاث في المجمع في 20 نيسان / أبريل عام 1985، وذلك قبل عام على افتتاح برج يو بي إن المؤلف من 35 طابق والبالغ ارتفاعه 140 متر حيث من المقرر أن يتم افتتاحه العام المقبل، إضافةً إلى شقق يو بي إن.
وتم ابتكار التصميم الداخلي العريق من قبل غراهام سولانو، كما تم إنهاء أعمال البستنة المناظرية من قبل بيلت كولينز.

## الميزات

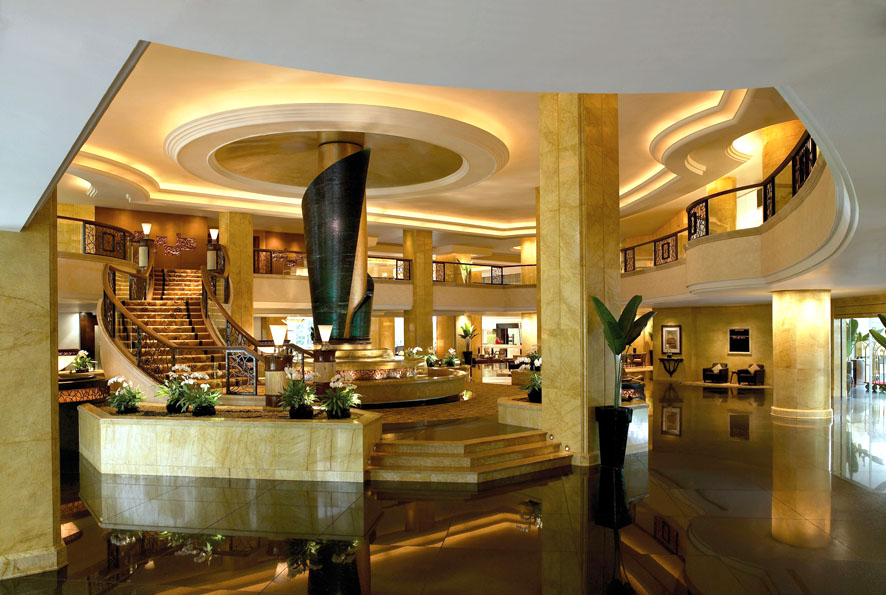
الردهة الرئيسية لفندق شانجري-لا كوالا لمبور.

### الغرف والأجنحة
يضم الفندق 662 غرفة [10] من بينها 101 جناح. وبعد التجديدات التي أجريت عام 2010، تميزت هذه الغرف باللونين الأحمر والبيج، وتوضعت مجموعة الأجنحة الفاخرة المختارة في الطوابق الخمس العليا من الطوابق الـ 28.

### المطاعم
يحتوي الفندق على سبعة مطاعم وبارات. وتشمل المطاعم الراقية المطعم الكانتوني شانغ بالاس تحت إدارة الشيف تان كيم ونغ، مطعم لافيت الذي يقدم أطباقاً من المطبخ الفرنسي بإدارة الشيف جان-فيليب جيراد، الذي كان يعمل سابقاً في مطعم باغاتيل في أوسلو الحائز على نجمتي ميشلين إضافةً إلى مطعم لا ريبوديير في بور-شارنت في فرنسا والحائز على نجمة ميشلين.تم افتتاح مطعم لافيت في الأصل بالتزامن مع افتتاح الفندق في عام 1985، حيث وصفته شبكة سي إن إن بـ «أحد أرقى المطاعم» فيكوالا لمبور عام 2012.

### صالات الحفلات
لقد تحولت صالة الحفلات الكبرى في الفندق إلى مركز هام لإقامة الفعاليات الاجتماعية والفنية البارزة، وحفلات الزفاف المرموقة في المدينة والتي يتم عرضها بشكل دائم في وسائل الإعلام المحلية. حيث تتسع هذه الصالة لأكثر من 1000 شخص ويمكن أن تستوعب 2000 شخص، كذلك يحتوي الفندق على 15 صالة حفلات أخرى.

## الموقع
يقع فندق شانجري-لا كوالا لمبور في شارع سلطان إسماعيل، الذي يُعرف أيضاً باسم طريق تريتشر وسط كوالا لمبور.وقد سميت المنطقة بهذا الاسم نسبةً إلى السلطان إسماعيل ناصر الدين شاه، ملك ماليزيا الرابع، وهي جزء من الطريق الدائري الداخلي في كوالا لمبور حيث تبعد حوالي عشر دقائق سيراً على الأقدام عن المعلم الهام برجي بتروناس التوأم. تعد محطة قطار بوكيت ناناس الأقرب إلى الفندق، وهي محطة قطار مونوريل متطورة في ماليزيا وتشكل جزءاً من مونوريل كوالا لمبور (KL Monorail). ويقع الفندق على بعد 45 دقيقة من مطار كوالا لمبور الدولي.

## الجوائز التي حاز عليها الفندق

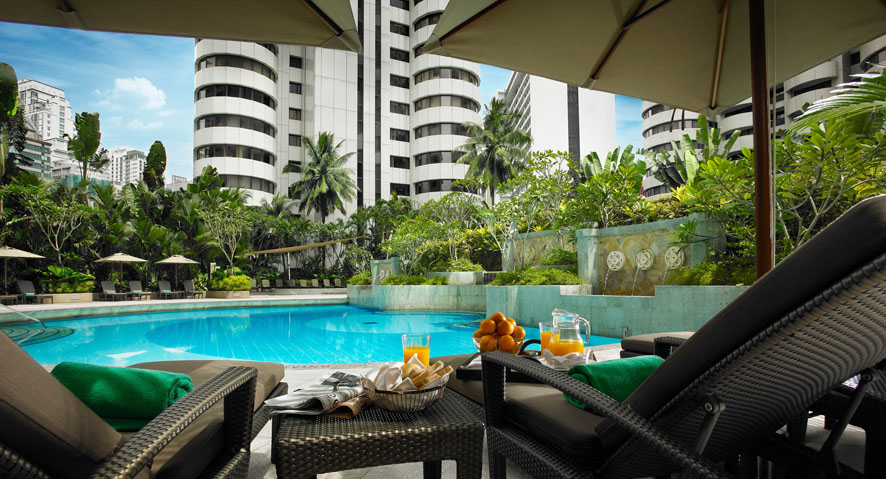
منظر من شرفة المسبح داخل فندق شانجري-لا كوالا لمبور.

جائزة رابطة أمم جنوب شرقي آسيا (ASEAN) للفنادق الصديقة للبيئة في الأعوام 2008، 2010، 2012 و 2014.
- جائزة عمدة كوالا لمبور السياحية لعام 2014[8]
- أحد المنشآت المدرجة في قائمة المنشآت الذهبية في آسيا واستراليا ودول المحيط الهادئ، بحسب مجلة كوندي ناست ترافلر (الولايات المتحدة الأمريكية)
- أحد أفضل 20 فندق ترفيهي عبر البحار في آسيا وشبه القارة الهندية، لعام 2006، بحسب مجلة كوندي ناست ترافلر (المملكة المتحدة
- أفضل فندق فاخر في ماليزيا، جائزة اختيار المسافرين حسب موقع تريب أدفايزر لعام 2012، والحائز على المركز الثالث في عام 2014 [9]
- أفضل فندق لرجال الأعمال في كوالا لمبور لعام 2013، بحسب مجلة بزنس ترافلر (آسيا والمحيط الهادئ) [10]